# GSC4031-2694
GSC4031-2694 — хімічно пекулярна зоря спектрального класу A4, що має видиму зоряну величину в смузі V приблизно 10,3.